# توم واربورتن
توماس إدوارد توم واربورتون (بالإنجليزية: Thomas Edward "Tom" Warburton) (من مواليد 23 يوليو 1968) والمعروف باسم «السيد واربورتون»، هو رسام رسوم متحركة ومنتج وكاتب ومصمم أمريكي. اشتهر بإنشاء المسلسل التلفزيوني المتحرك أولاد الجيران، كما أنشأ فيلم الرسوم المتحركة القصير كيني والشمبانزي قبل ذلك عمل كمصمم إنتاج في الموسم الأول من بيفيز وبوت-هيد وكان مصمم الشخصيات الرئيسي لسلسلة الرسوم المتحركة بيبر آن وهو أيضا مؤلف كتاب ألف مرة لا، منذ انتقاله إلى لوس أنجلوس في عام 2009 عمل في استديوهات والت ديزني للرسوم المتحركة (كاليفورنيا)، ومنتج تنفيذي مشارك في ذا 7دي والمنتج التنفيذي لـ مسلسل أطفال الدمى المتحركة لديزني جونيور.

## روابط خارجية
- توم واربورتن على موقع IMDb (الإنجليزية)
- توم واربورتن على موقع ألو سيني (الفرنسية)
- توم واربورتن على موقع قاعدة بيانات الفيلم (الإنجليزية)
- توم واربورتن على موقع كينوبويسك (الروسية)